# Saint-Groux
Saint-Groux ist eine französische Gemeinde mit 130 Einwohnern (Stand 1. Januar 2022) im Département Charente in der Region Nouvelle-Aquitaine (vor 2016 Poitou-Charentes); sie gehört zum Arrondissement Confolens und zum Kanton Boixe-et-Manslois. 

## Geographie
Saint-Groux liegt etwa dreißig Kilometer nördlich von Angoulême an der Charente. Umgeben wird Saint-Groux von den Nachbargemeinden Fontenille im Norden, Mansle im Osten und Südosten, Cellettes im Süden sowie Luxé im Westen.

## Bevölkerungsentwicklung
| 1962                       | 1968 | 1975 | 1982 | 1990 | 1999 | 2006 | 2018 |
| -------------------------- | ---- | ---- | ---- | ---- | ---- | ---- | ---- |
| 104                        | 84   | 91   | 94   | 114  | 122  | 132  | 136  |
| Quellen: Cassini und INSEE |      |      |      |      |      |      |      |

## Sehenswürdigkeiten

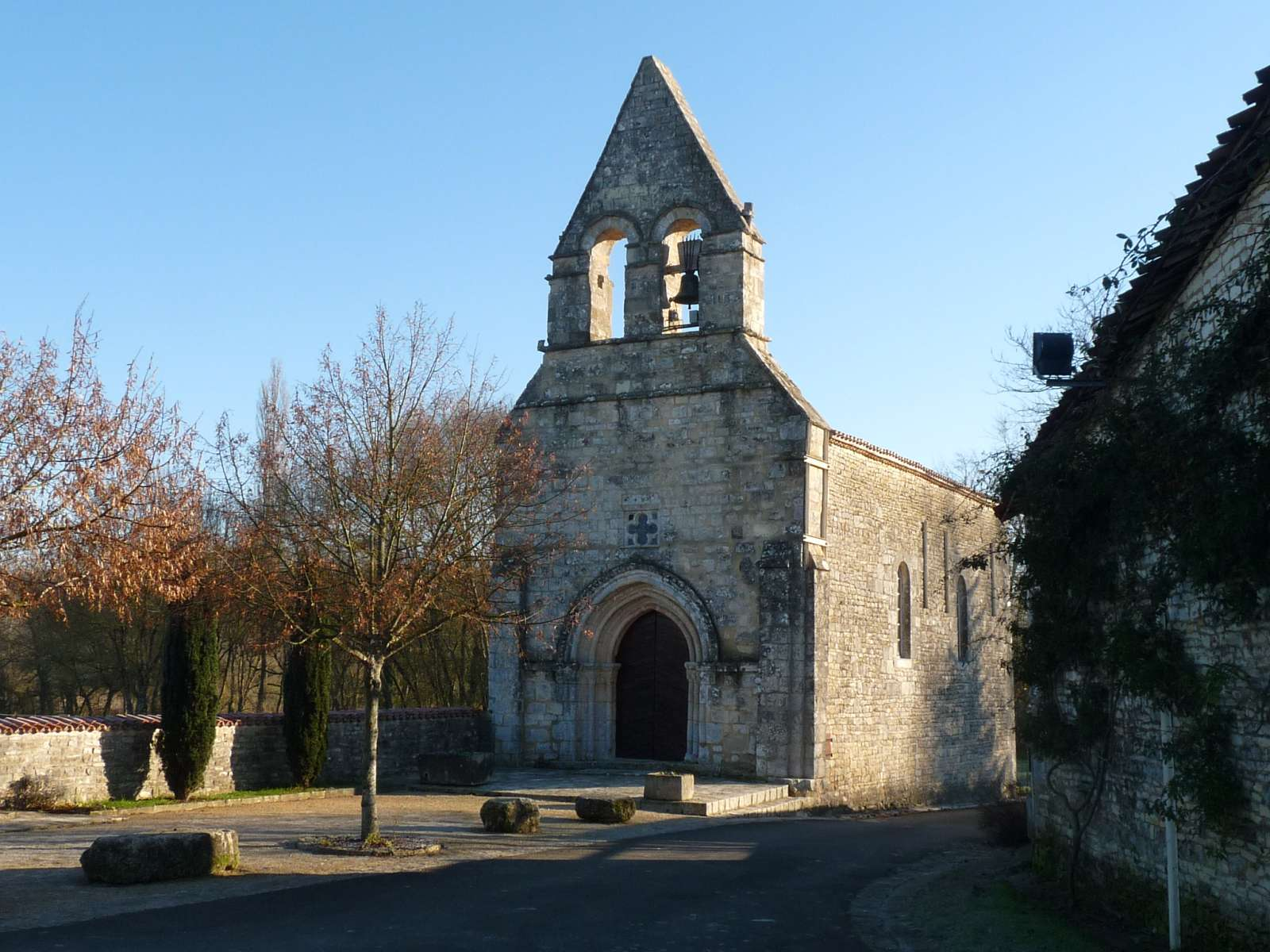
Kirche Saint-Groux

- Kirche Saint-Groux